# Hypatopa limae
Hypatopa limae  (лат.) — вид мелких молевидных бабочек рода Hypatopa из семейства сумрачные моли (Blastobasidae, Gelechioidea). Эндемик Коста-Рики (Центральная Америка). Длина передних крыльев 10,5 мм. Окраска задних крыльев палево-коричневая, а передних крыльев красновато-коричневая. Обладает сходством с видами Hypatopa hera и Hypatopa arxcis, отличаясь от них деталями строения гениталий. Вид был впервые описан в 2013 году американским лепидоптерологом Дэвидом Адамски (David Adamski, Department of Entomology, Национальный музей естественной истории, Смитсоновский институт, Вашингтон). Название происходит от латинского слова limae.